# Sok cold-press
Sok cold-press – sok tłoczony na zimno z owoców lub warzyw, do którego ekstrakcji wykorzystuje się prasę hydrauliczną. Tłoczenie soku bez podniesienia temperatury pozwala zachować wszystkie parametry produktu po bezpośrednim wyciśnięciu. Bez pasteryzacji lub obróbki wysokociśnieniowej (HPP) soki tłoczone na zimno mogą być przechowywane w lodówce do kilku dni. Soki cold-press są zwykle droższe od innych rodzajów soków, ponieważ do ich wykonania wykorzystuje się same owoce i warzywa bez żadnych dodatkowych składników.

## Historia
Soki tłoczone na zimno są produkowane od kilkudziesięciu lat, jednak dopiero w XXI wieku zaczęto je stosować jako wsparcie w oczyszczaniu organizmu (tzw. detoks sokowy). Ich popularność wzrosła dzięki takim gwiazdom, jak Gwyneth Paltrow, Kim Kardashian, a w Polsce Karolina Szostak, które publicznie przyznały się do stosowania diet sokowych opartych na sokach cold-press. Współcześnie istnieje wiele firm, które zajmują się produkcją soków cold-press na całym świecie.

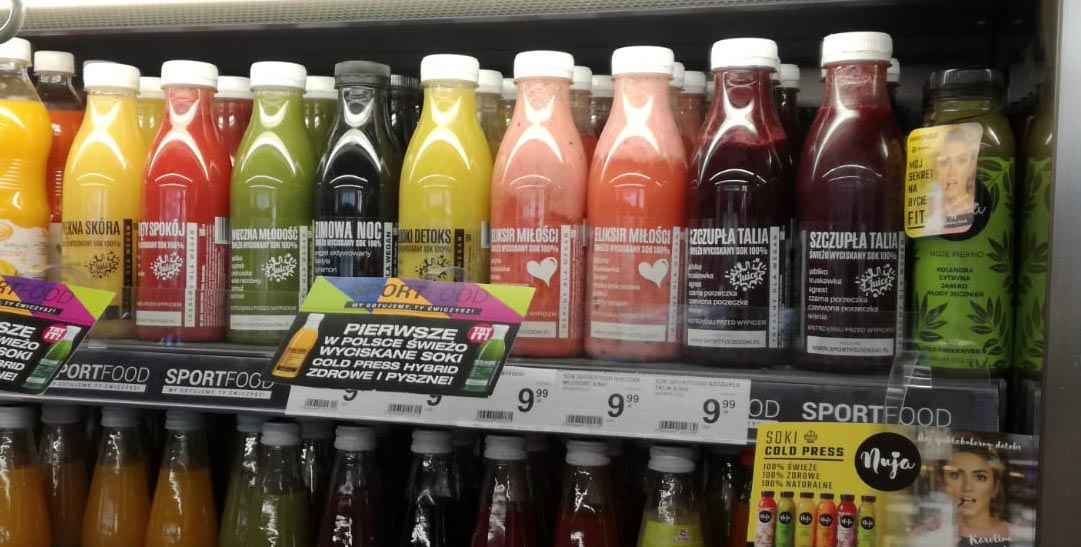
Soki wytworzone w technologii cold-press w jednym z polskich sklepów

## Proces produkcji
Wytwarzanie soku tłoczonego na zimno jest procesem dwuetapowym. Pierwszym etapem jest rozdrobnienie owoców i warzyw na miąższ. Zazwyczaj proces rozdrabniania wykorzystuje stalową tarczę obrotową. Produkt jest wprowadzany do rury zasilającej leja, skąd wpada do worka filtracyjnego. W drugim etapie jest wykorzystywana prasa hydrauliczna. Ciśnienie pomiędzy jej dwiema płytami sprawia, że sok oraz woda z miąższu owocowo-warzywnego ścieka do tacy zbiorczej poniżej, pozostawiając zawartość włókna w worku filtracyjnym. Pozostawione włókno jest zazwyczaj kompostowane, poddawane recyklingowi lub odrzucane. Za wynalazcę standardowej technologii hydraulicznej tłoczenia na zimno z pionowymi warstwami dociskowymi, uznaje się Dale E. Wettlaufera, który swój wynalazek przedstawił w 1983 r.
Po wyekstrahowaniu soku z owoców i warzyw, sok może zostać spożyty na surowo lub producent może zdecydować się na zastosowanie metody HPP w celu przedłużenia okresu przechowywania produktu i zabicia potencjalnie szkodliwych mikroorganizmów. Proces HPP pozwala na przechowywanie soku przez około 30 dni.